# Stammheimfängelset

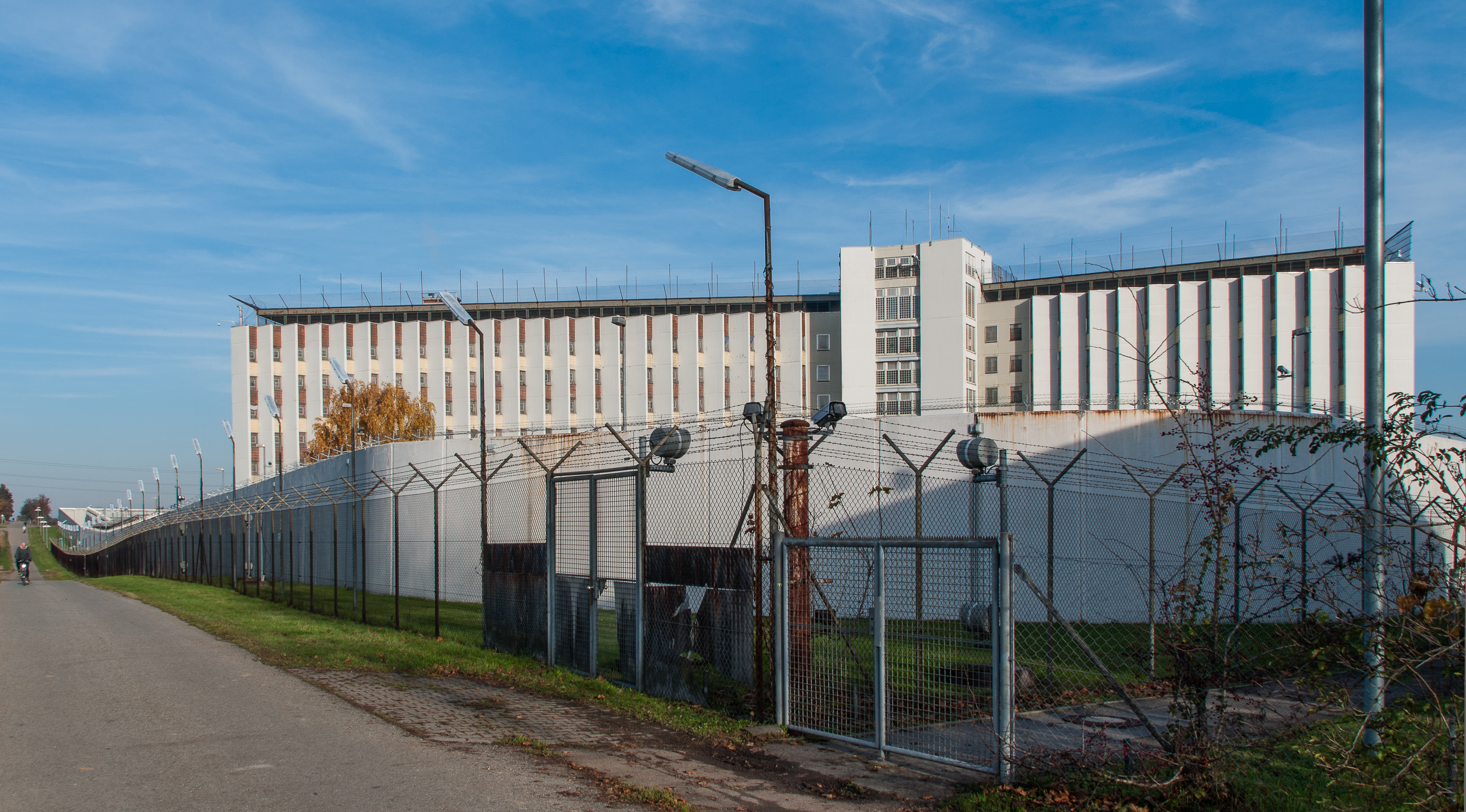
Stammheimfängelset.

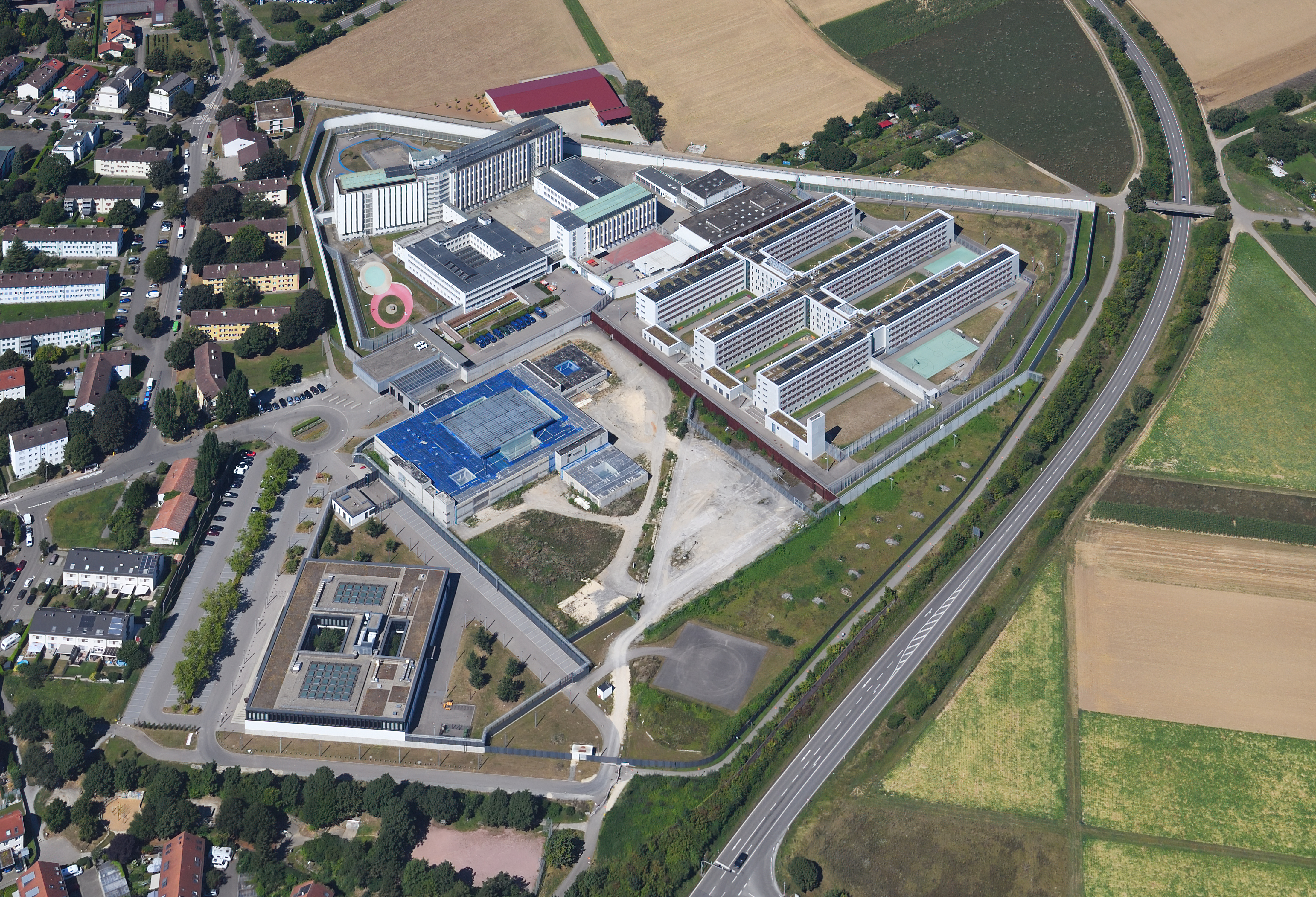
Stammheimfängelset (2024).

Stammheim är ett högsäkerhetsfängelse i Stuttgart i Tyskland. Fängelset byggdes 1959–1963 och togs i bruk 1964. Stammheim blev under 1970-talet internationellt känt som platsen för Stammheimprocessen och den efterföljande interneringen av medlemmar ur Röda armé-fraktionen. 
Ulrike Meinhof påträffades död i sin cell den 9 maj 1976. Enligt den officiella utredningen skall hon ha begått självmord genom att hänga sig. Detta har dock ifrågasatts.
Under den så kallade Dödsnatten i Stammheim den 18 oktober 1977 begick Andreas Baader, Gudrun Ensslin och Jan-Carl Raspe självmord medan en fjärde RAF-intern, Irmgard Möller, påträffades med allvarliga sticksår i bröstet. Möller påstod att hennes tre medfångar hade blivit mördade, med den västtyska statens goda minne.

## Filmatiseringar
- Dödsspelet
- Stammheim